# 奥尔纳乔斯
奥尔纳乔斯，是西班牙埃斯特雷马杜拉巴达霍斯省的一个市镇。总面积296平方公里，总人口3784人（2001年），人口密度13人/平方公里。